# Desis formidabilis
Desis formidabilis är en spindelart som först beskrevs av O. Pickard-Cambridge 1890.  Desis formidabilis ingår i släktet Desis och familjen Desidae. Inga underarter finns listade i Catalogue of Life.